# Everything as a Service
Everything as a Service ili Anything as a Service (skraćeno: XaaS ili EaaS) pristup je pružanju i upotrebi svega kao usluge. To je logičan posljednji stupanj kada softver, runtime okruženja i hardver već postoje as a service (kao usluga).

## Podjela
Razlikuju se sljedeće vrste usluga:
Software as a Service (SaaS)SaaS je poslovni model koji više ne prodaje softver kao licencu korisniku, već samo omogućuje njegovu upotrebu kao uslugu. Ova se razlika može usporediti s onom između kupnje automobila i najma automobila jer postoji i naplata "po upotrebi". Primjeri softvera kao usluge su Microsoft Office 365 ili Google Apps.
Platform as a Service (PaaS)PaaS je pristup kojim se integrirano okruženje za izvođenje (a moguće i razvoj) čini dostupnim kao usluga koju korisnik mora platiti. Dobro poznati primjeri uključuju SAP Cloud Platform, Google App Engine, Force.com i Microsoft Azure.
Infrastructure as a Service (IaaS)IaaS je poslovni model koji, za razliku od klasične kupnje računalne infrastrukture (“Moj server je u podrumu”), predviđa njeno iznajmljivanje po potrebi (on demand). To rezultira velikim brojem mogućih primjena. Njime 
- jednokratne aplikacije postaju pristupačne
- vrhovi opterećenja su amortizirani
- nagli rast moguć je bez problema (skalabilnost)
- neiskorišteni kapaciteti mogu se odmah ponovno osloboditi
- nije potrebna dodatna infrastruktura za aplikacije koje se rijetko izvode
- potrebna tehnologija virtualizacije omogućuje jednostavno testiranje softvera na velikom broju platformi.

Vjerojatno najpoznatiji IaaS pružatelj usluga jest Amazon Web Services, s proizvodima kao što su EC2 za računalstvo i S3 za pohranu. Zimory je međunarodno aktivan njemački dobavljač softvera za upravljanje heterogenim IaaS-om. IaaS ERP softver je koji nudi SAP. Osim toga, pružatelji IT usluga specijalizirali su se za ciljanu administraciju usluga.

## Manje komponente
Artificial Intelligence as a Service (AIaaS)Artificial Intelligence as a Service (Umjetna inteligencija kao usluga) znači da treće strane svoje AI mogućnosti stavljaju na raspolaganje drugima. To značajno smanjuje troškove za svakoga tko želi koristiti umjetnu inteligenciju za sebe. Najveći pružatelji usluga za to su Amazon ( AWS SageMaker), Google (Google Cloud), Microsoft (Azure AI) i IBM (IBM Watson). Tržište AIAA već je 2017. dosegnulo obujam od gotovo 2,5 milijardi dolara, a procjenjuje se da će do 2025. porasti na više od 77 milijardi dolara.
Data Intensive Computing as a Service (DICaaS)Poput HPCaaS -a , podatkovno-intenzivno računalstvo kao usluga opisuje više znanstvenu primjenu računalstva u oblaku. Međutim, nasuprot tome, ovdje se manje radi o iznimno računalno intenzivnim zadacima, a više o obradi (i pohranjivanju) vrlo velikih količina podataka u rasponu od petabajta, poput onih generiranih u CERN-u u LHC-u.
High Performance Computing as a Service (HPCaaS)High Performance Computing as a Service područje je koje se bavi računalstvom visokih performansi i želi to učiniti dostupnim kao uslugu. Također se radi o implementaciji aplikacija iz grid računarstva tako što se grid stavlja na raspolaganje kao usluga.